# Attalo (figlio di Andromene)
Attalo (in greco antico: Ἄτταλος?, Attalos; ... – 317 a.C.) è stato un militare macedone antico, una delle sette guardie del corpo di Filippo II di Macedonia e successivamente ufficiale di Alessandro Magno e poi di Perdicca.

## Biografia
Attalo fu uno dei sette somatophylakes, le guardie del corpo del re macedone Filippo II. Assieme ai colleghi Leonnato e Perdicca, inseguì ed uccise Pausania di Orestide, l'assassino del re ed anch'egli sua guardia del corpo (336 a.C.).
Successivamente partecipò al seguito di Alessandro Magno, figlio e successore di Filippo, alla spedizione in Asia, nel corso della quale fu accusato, assieme ai fratelli Aminta e Simmia, di aver partecipato alla congiura di Filota. Fu però subito scagionato, assieme ai suoi fratelli (330 a.C.).
Nel 328 a.C., Attalo rimase di stanza in Battriana, assieme a Poliperconte e ad altri ufficiali, mentre Alessandro si dirigeva alla conquista della Sogdiana. Successivamente, Attalo accompagnò Alessandro nella spedizione in India.
Durante la malattia che portò Alessandro alla morte (323 a.C.), fu uno degli ufficiali che passò una notte nel tempio di Enki a Babilonia, per sapere dal dio, tramite incubazione, se Alessandro dovesse essere portato nel tempio.
Dopo la morte di Alessandro, Attalo rimase a Babilonia col reggente Perdicca, suo genero (aveva infatti sposato sua sorella Atalante) ed ex collega somatophylax. Perdicca lo nominò comandante della flotta nel corso della spedizione contro il satrapo d'Egitto Tolomeo. Dopo l'assassinio di Perdicca (321 a.C.), tutti gli amici e i familiari del reggente furono giustiziati dall'esercito, inclusa sua sorella Atalante. Attalo riuscì invece a salvarsi in quanto in quel momento si trovava ancora a Pelusium con la flotta. Salpò quindi per Tiro, dove Archelao, il governatore della città, gli consegnò il tesoro di Perdicca, che ammontava ad ottocento talenti.
Raccolto un esercito fedele a Perdicca, unì le sue forze con le truppe di Alceta, il fratello del defunto reggente, ed entrambi furono sconfitti in Pisidia da Antigono I Monoftalmo. Mentre Alceta riuscì a fuggire, Attalo fu fatto prigioniero (320 a.C.).
Secondo la testimonianza di Diodoro, Attalo, una volta riuscito a liberarsi assieme agli altri compagni dopo tre anni di prigionia (317 a.C.), prese il controllo della fortezza dove era confinato e riuscì a resistere per sedici mesi all'assedio dei nemici, prima di essere definitivamente sopraffatto.